# Piel clara

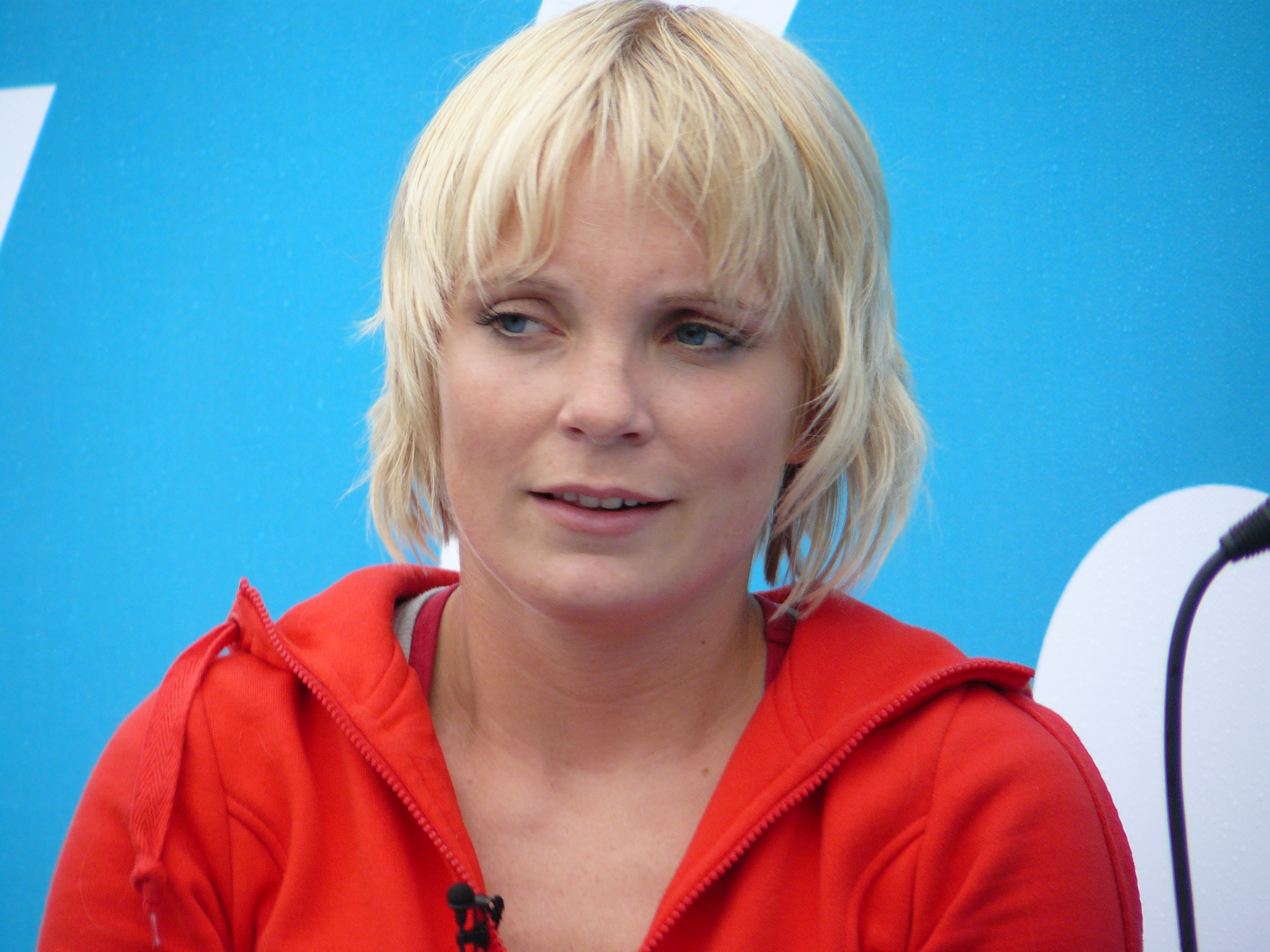
Una mujer noruega de piel clara.

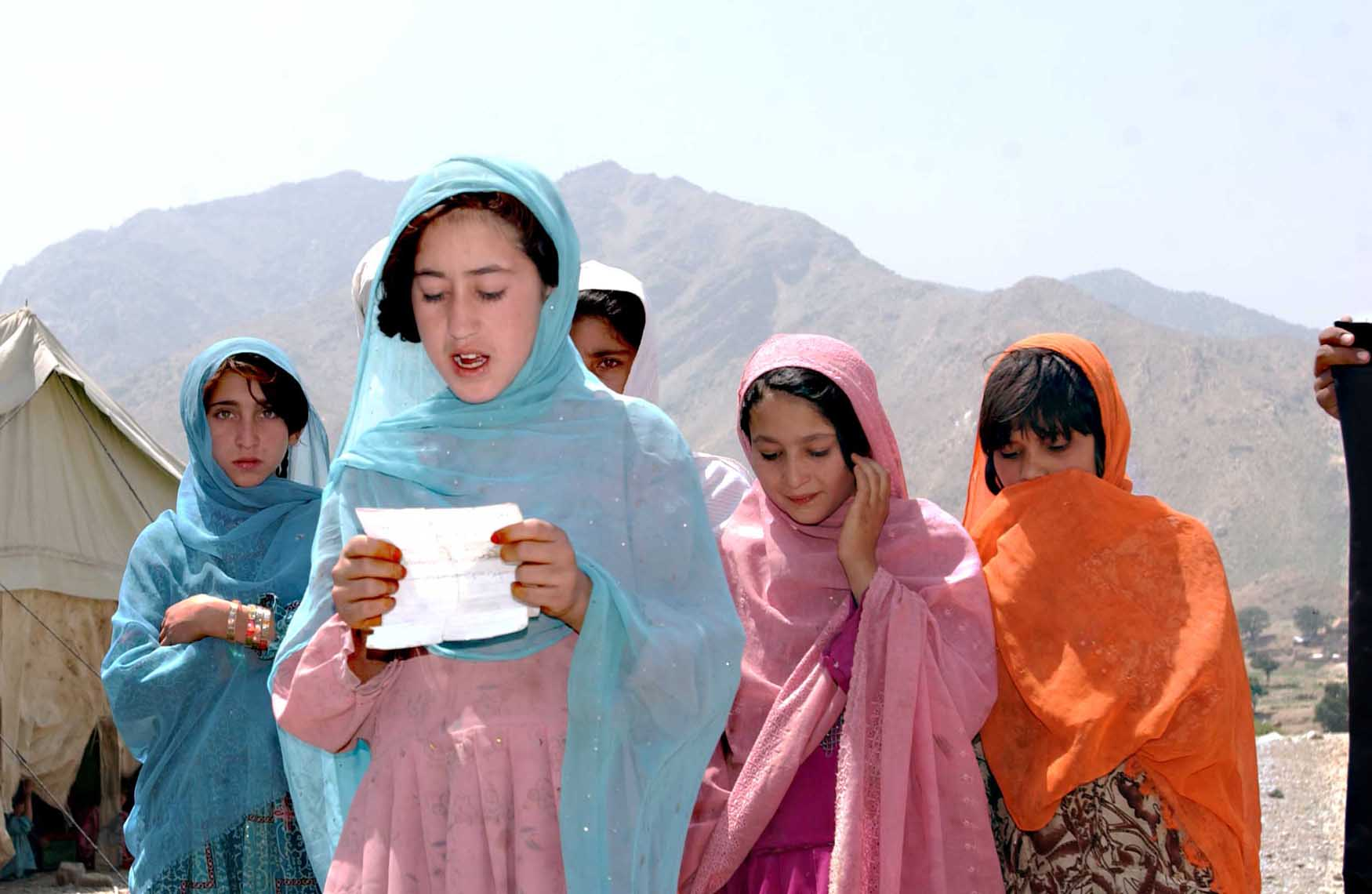
Niñas pastunes de piel clara en Nangarjar, Afganistán.

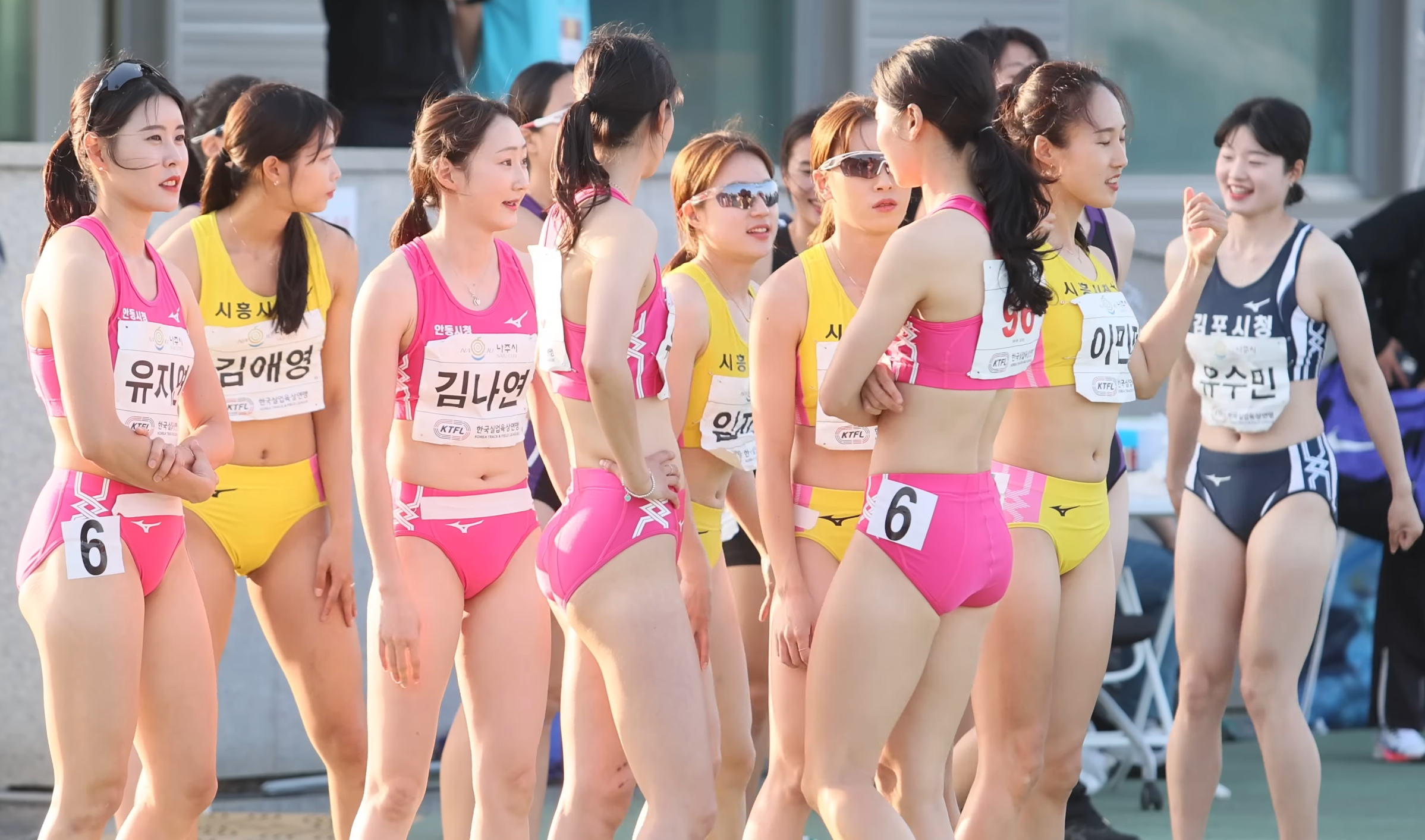
Mujeres coreanas de piel clara.

La piel clara es un color de piel humana que tiene un bajo nivel de pigmentación de eumelanina como adaptación a entornos de baja radiación ultravioleta. Debido a las migraciones de personas en los últimos siglos, hoy en día se encuentran poblaciones de piel clara en todo el mundo. La piel clara es más común entre las poblaciones nativas de Europa, Asia oriental, Asia occidental, Asia central y Siberia, medida a través de la reflectancia de la piel. Las personas con pigmentación de piel clara suelen denominarse «blancas», aunque estos usos pueden ser ambiguos en algunos países en los que se utilizan para referirse específicamente a determinados grupos étnicos o poblaciones.
Los humanos con pigmentación de piel clara tienen una piel con bajas cantidades de eumelanina y poseen menos melanosomas que los humanos con pigmentación de piel oscura. La piel clara ofrece mejores cualidades de absorción de la radiación ultravioleta, lo que ayuda al organismo a sintetizar mayores cantidades de vitamina D para procesos corporales como el desarrollo del calcio. Por otro lado, las personas de piel clara que viven cerca del ecuador, donde la luz solar es abundante, corren un mayor riesgo de sufrir una depleción de folato. Como consecuencia de la depleción de folato, tienen un mayor riesgo de sufrir daños en el ADN, defectos congénitos y numerosos tipos de cáncer, especialmente cáncer de piel. Los humanos de piel más oscura que viven más alejados de los trópicos pueden tener niveles más bajos de vitamina D, lo que también puede acarrear complicaciones de salud, tanto físicas como mentales, incluido un mayor riesgo de desarrollar esquizofrenia. Estas dos observaciones conforman la «hipótesis de la vitamina D-folato», que intenta explicar por qué las poblaciones que emigraron lejos de los trópicos a zonas de baja radiación ultravioleta evolucionaron hacia una pigmentación clara de la piel.
La distribución de las poblaciones de piel clara está muy correlacionada con los bajos niveles de radiación ultravioleta de las regiones habitadas por ellas. Históricamente, las poblaciones de piel clara vivían casi exclusivamente lejos del ecuador, en zonas de alta latitud con baja intensidad de luz solar.

## Evolución

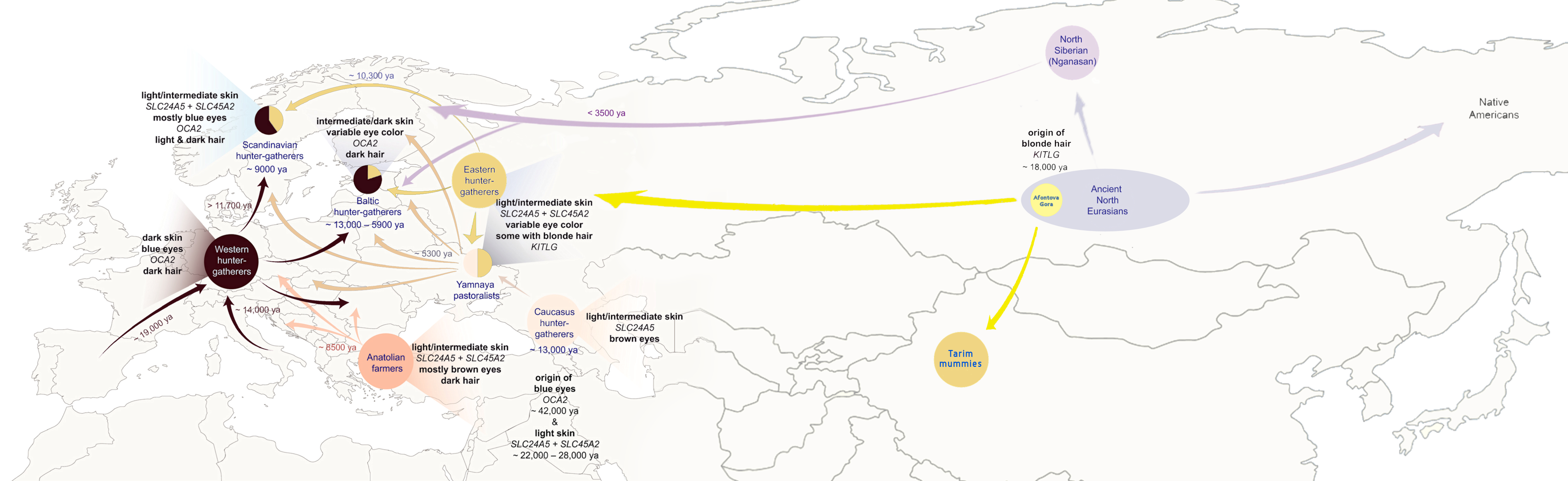
Historia de la pigmentación humana en Europa (con extensión geográfica a Asia). Las poblaciones europeas, como los cazadores-recolectores escandinavos, ya presentaban niveles más altos de variantes de pigmentación clara en comparación con sus antepasados de otras partes de Europa, lo que sugiere una adaptación a condiciones de poca luz hace miles de años. Algunos autores han expresado cautela respecto a las predicciones de pigmentación oscura de la piel de los europeos del Paleolítico Superior.

En general, se acepta que la piel oscura evolucionó como protección contra el efecto de la radiación ultravioleta; la eumelanina protege tanto contra el agotamiento del folato como contra el daño directo al ADN. Esto explica la pigmentación oscura de la piel del Homo sapiens durante su desarrollo en África; las principales migraciones que salieron de África para colonizar el resto del mundo también eran de piel oscura. En general, se supone que la pigmentación clara de la piel se desarrolló debido a la importancia de mantener la producción de vitamina D3 en la piel. Se esperaría una fuerte presión selectiva para la evolución de la piel clara en zonas de baja radiación ultravioleta.
Después de que los antepasados de los euroasiáticos occidentales y orientales divergieran hace más de 40.000 años, los tonos de piel más claros evolucionaron de forma independiente en un subconjunto de cada una de las dos poblaciones. En los euroasiáticos occidentales, el alelo A111T del polimorfismo rs1426654 en el gen de la pigmentación SLC24A5 tiene el mayor efecto aclarador de la piel y está muy extendido en Europa, el sur de Asia, Asia Central, Oriente Próximo y el norte de África.
En un estudio realizado en el 2013, se establecieron que SLC24A5 se asienta en un bloque de haplotipos, uno de los cuales (C11) es compartido por prácticamente todos los cromosomas portadores de la variante A111T. Esta «equivalencia» entre C11 y A111T indica que todas las personas portadoras de este alelo que aclara la piel descienden de un origen común: un único portador que vivió muy probablemente «entre Oriente Medio y el subcontinente indio». Con la investigación, intentaron datar la mutación A111T, pero sólo limitaron el rango de edad a antes del Neolítico. Sin embargo, un segundo estudio del mismo año se estimó la edad de coalescencia (fecha de división) para este alelo entre hace 28.000 y 22.000 años.
El segundo factor más importante de aclaramiento de la piel en los euroasiáticos occidentales es el alelo despigmentante F374 del polimorfismo rs16891982 localizado en el gen de síntesis de melanina SLC45A2. A partir de su baja diversidad de haplotipos, concluyeron asimismo que esta mutación (L374F) «se produjo una sola vez en la ascendencia de los caucásicos».
Resumiendo estos estudios, Hanel y Carlberg, decidieron que los alelos de los dos genes SLC24A5 y SLC45A2 que más se asocian con un color de piel más claro en los europeos modernos se originaron en Asia occidental hace entre 22.000 y 28.000 años y que cada una de estas dos mutaciones surgió en un único portador. Esto concuerda con otro estudio realizado en 2015, en donde se reconstruyó la relación entre los agricultores neolíticos de Oriente Próximo y los cazadores-recolectores del Cáucaso: dos poblaciones portadoras de la variante de piel clara de SLC24A5. Analizando genomas antiguos recién secuenciados, estimaron la fecha de escisión en 24.000 pb y localizaron la separación en algún lugar al sur del Cáucaso. Sin embargo, un análisis coalescente de este alelo arrojó una fecha de escisión más acotada, y anterior, de hace 29.000 años (con una ventana de confianza del 95 % de 28.000 a 31.000 pb).
Las variantes de piel clara de SLC24A5 y SLC45A2 estaban presentes en Anatolia hace 9.000 años, donde se asociaron con la Revolución Neolítica. Desde allí, sus portadores extendieron la agricultura neolítica por toda Europa. La piel clara y el cabello rubio también evolucionaron en la población de la antigua Eurasia septentrional.
Otra oleada de poblaciones de piel clara en Europa (y en otros lugares) está asociada a la cultura Yamna y a las migraciones indoeuropeas con ascendencia de la antigua Eurasia septentrional y el alelo KITLG para el cabello rubio. Además, el gen SLC24A5, vinculado a la pigmentación clara de los europeos, se introdujo en África oriental desde Europa hace más de cinco mil años. Estos alelos se encuentran ahora en las poblaciones san, etíopes y tanzanas con ascendencia afroasiática. El SLC24A5 en Etiopía mantiene una frecuencia sustancial con las poblaciones de habla semítica y cushitas, en comparación con los grupos de habla omótica, nilótica o nigerocongolesas. Se deduce que puede haber llegado a la región a través de la migración desde el Levante, lo que también está respaldado por pruebas lingüísticas. En el pueblo san, se adquirió a partir de interacciones con pastores de África oriental. Mientras tanto, en el caso de Asia oriental y América, una variación del gen MFSD12 es responsable de un color de piel más claro. La asociación moderna entre tono de piel y latitud es, por tanto, un desarrollo relativamente reciente.
Según una investigación del 2017, la mayoría de las variantes genéticas asociadas a la pigmentación clara y oscura parecen haberse originado hace más de 300.000 años. Las poblaciones africanas, sudasiáticas y australo-melanesias también son portadoras de alelos derivados para la pigmentación oscura de la piel que no se encuentran en los europeos ni en los asiáticos orientales. En el 2021, se constató la existencia de «presión selectiva sobre la pigmentación clara en la población ancestral de europeos y asiáticos orientales», antes de su divergencia entre sí. También se observó que la pigmentación de la piel se veía afectada por la selección direccional hacia una piel más oscura entre los africanos, así como hacia una piel más clara entre los euroasiáticos. También en el 2017, hallaron de una forma similar pruebas de selección hacia una pigmentación clara antes de la divergencia de los euroasiáticos occidentales y los asiáticos orientales.
La mutación A111T en el gen SLC24A5 predomina en poblaciones con ascendencia euroasiática occidental. La distribución geográfica muestra que está casi fijada en toda Europa y la mayor parte de Oriente Medio, extendiéndose hacia el este hasta algunas poblaciones del actual Pakistán y el norte de la India. Muestra un declive latitudinal hacia el Ecuador, con frecuencias altas en el norte de África (80%), e intermedias (40-60%) en Etiopía y Somalia.

### Poblaciones antiguas
Algunos autores han expresado cautela con respecto a las predicciones de SNP de pigmentación de la piel en grupos paleolíticos tempranos. Según investigaciones «La pigmentación relativamente oscura de la piel en la Europa del Paleolítico Superior temprano sería coherente con que esas poblaciones estuvieran relativamente mal adaptadas a las condiciones de latitudes altas como resultado de haber migrado recientemente desde latitudes más bajas. Por otra parte, aunque hemos demostrado que estas poblaciones portaban pocos de los alelos de pigmentación clara que se segregan en la Europa actual, es posible que portaran alelos diferentes que ahora no podemos detectar. Como ejemplo extremo, los neandertales y el individuo denisovano de Altai muestran puntuaciones genéticas que se sitúan en un rango similar al de los individuos del Paleolítico Superior Temprano, pero es muy plausible que estas poblaciones, que vivieron en latitudes altas durante cientos de miles de años, se hubieran adaptado de forma independiente a los bajos niveles de radiación ultravioleta. Por este motivo, no podemos hacer afirmaciones seguras sobre la pigmentación de la piel de las poblaciones antiguas».
En 2015, se descubrió que muestras de 13.000 años de antigüedad de cazadores-recolectores del Cáucaso procedentes de Georgia portaban la mutación y los alelos derivados para una pigmentación de piel muy clara similar a la de los primeros agricultores. Se dice que este rasgo tiene una historia relativamente larga en Eurasia y que alcanzó una alta frecuencia durante la expansión neolítica, siendo su origen probablemente anterior al Último Máximo Glacial (UMG).
Ese mismo año, un estudio descubrió que los genes que contribuyen a la piel clara estaban casi fijados en los agricultores neolíticos de Anatolia: «La segunda señal más fuerte de nuestro análisis corresponde al alelo derivado de rs16891982 en SLC45A2, que contribuye a la pigmentación clara de la piel y está casi fijado en los europeos actuales, pero se daba con una frecuencia mucho menor en las poblaciones antiguas. En cambio, el alelo derivado de SLC24A5 que es el otro gran determinante de la pigmentación clara de la piel en la Europa moderna aparece fijado en el Neolítico de Anatolia, lo que sugiere que su rápido aumento de frecuencia hasta alrededor de 0,9 (90%) en la Europa del Neolítico Temprano se debió sobre todo a la migración».
En 2018, se publicó un estudio que mostraba que muchos escandinavos del Mesolítico tardío de hace 9.500 años en el norte de Europa tenían el cabello rubio y la piel clara, lo que contrastaba con algunos de sus contemporáneos, los cazadores-recolectores occidentales (WHG: Western Hunter Gatherers), más oscuros. Sin embargo, en un artículo de 2024 se descubrió que, fenotípicamente, la mayoría de los individuos WHG estudiados tenían la piel oscura y los ojos azules característicos de los WHG, pero algunos otros WHG de Francia que secuenciaron también tenían una pigmentación de la piel de pálida a intermedia. Otro artículo de 2018 mostró que los cazadores-recolectores orientales (EHG: Eastern Hunter Gatherers), los cazadores-recolectores escandinavos (SHG: Scandinavian Hunter Gatherers) y los forrajeadores bálticos tenían los alelos derivados para la pigmentación clara de la piel.
Un estudio sobre las poblaciones del Levante calcolítico (hace 6.000-7.000 años), descubrió que un alelo rs1426654 en el gen SLC24A5, que es uno de los determinantes más importantes de la pigmentación clara en los euroasiáticos occidentales, estaba fijado para las variantes derivadas en todas las muestras del Levante calcolítico, lo que sugiere que el fenotipo de piel clara puede haber sido común en la comunidad. Los individuos también presentaban una alta incidencia de marcadores genómicos asociados al color azul de los ojos.
Un trabajo realizado en el 2018, demostró que en el norte de África, los marroquíes del Neolítico Tardío tenían la mutación SLC24A5 derivada de Europa/Cáucaso y otros alelos y genes que predisponen a los individuos a tener la piel y los ojos más claros.

## Distribución geográfica; rayos ultravioleta y vitamina D

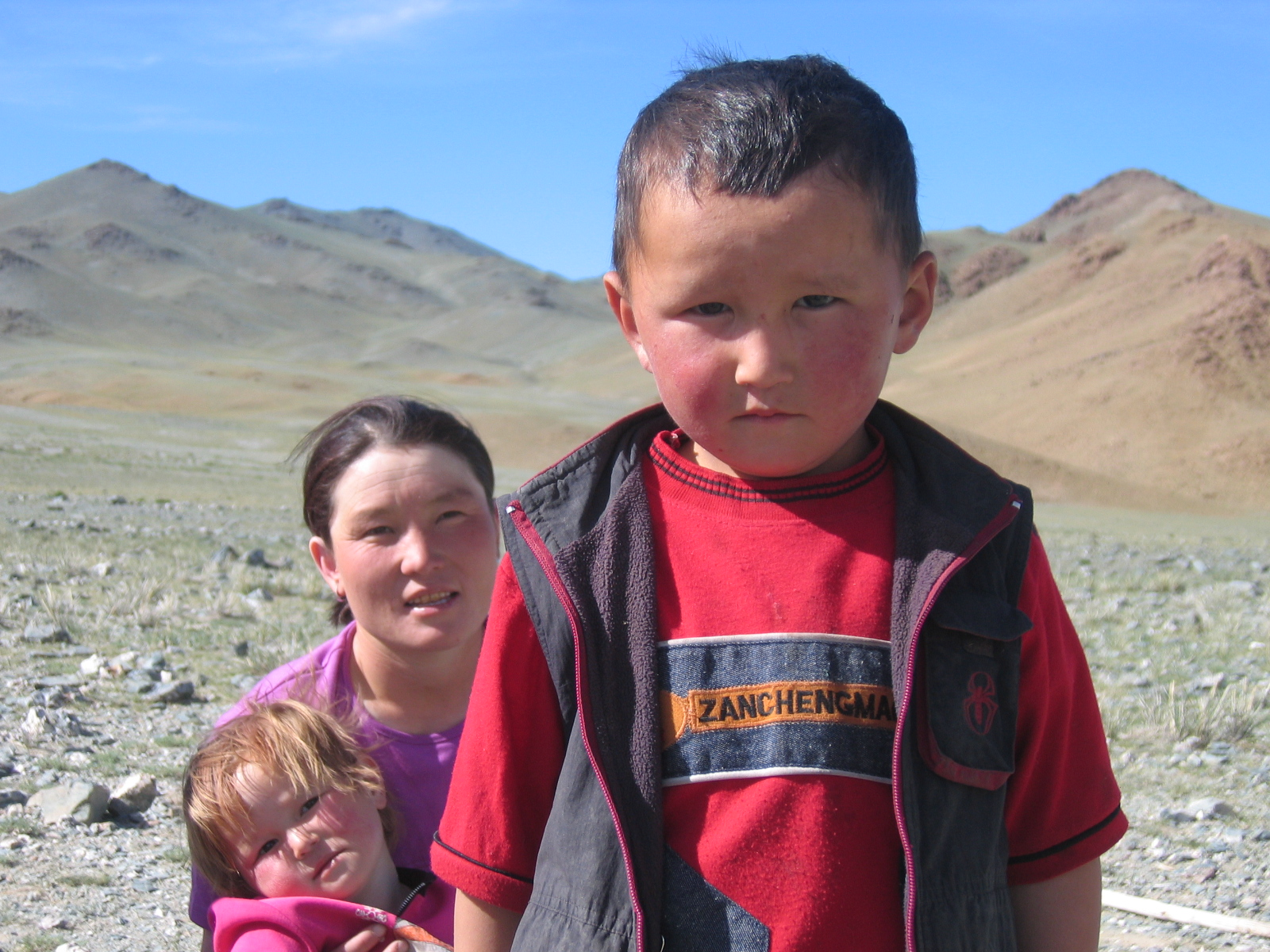
Algunos habitantes de Mongolia y Manchuria tienen la piel clara.

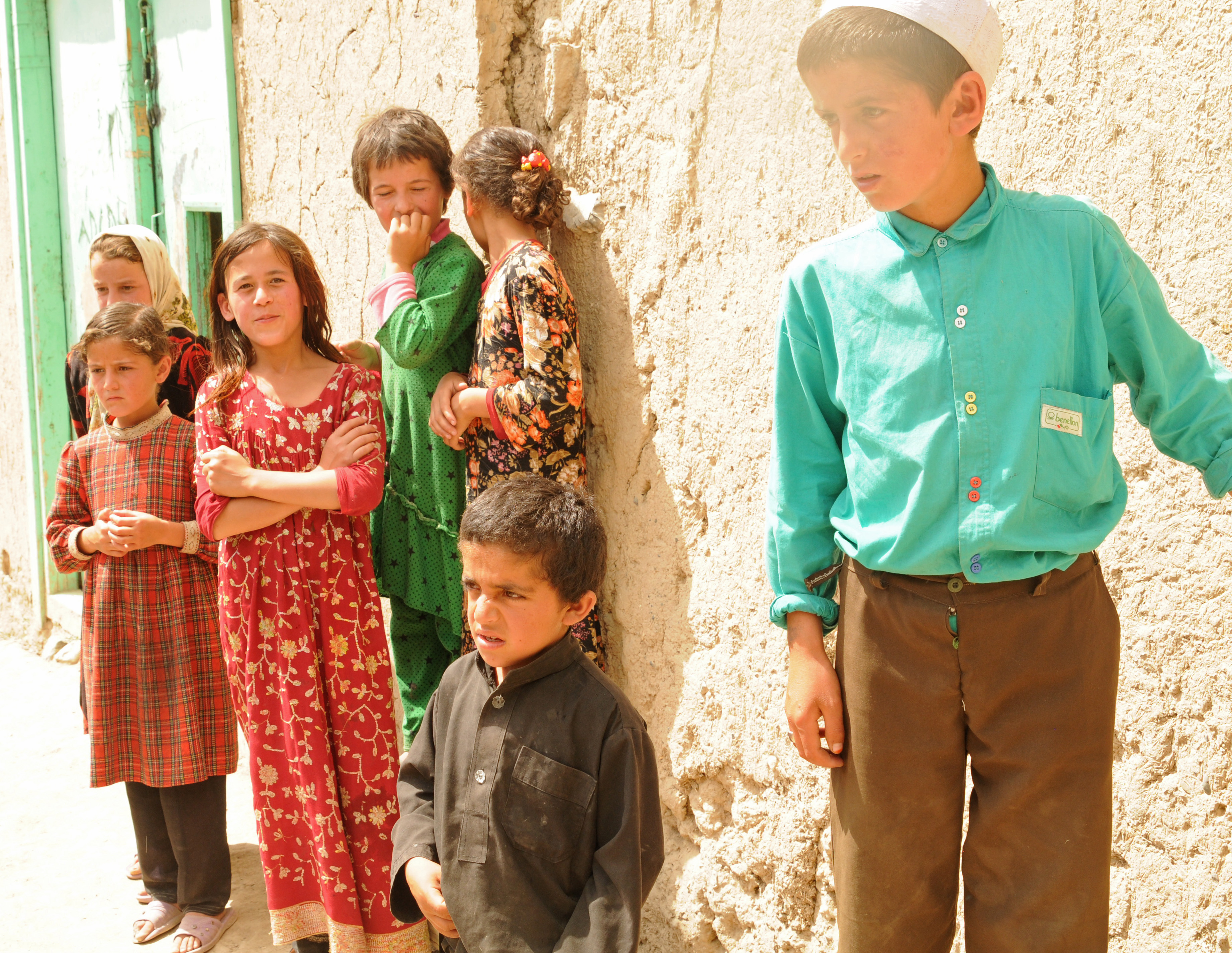
Algunas personas de Afganistán y Pakistán tienen la piel clara.

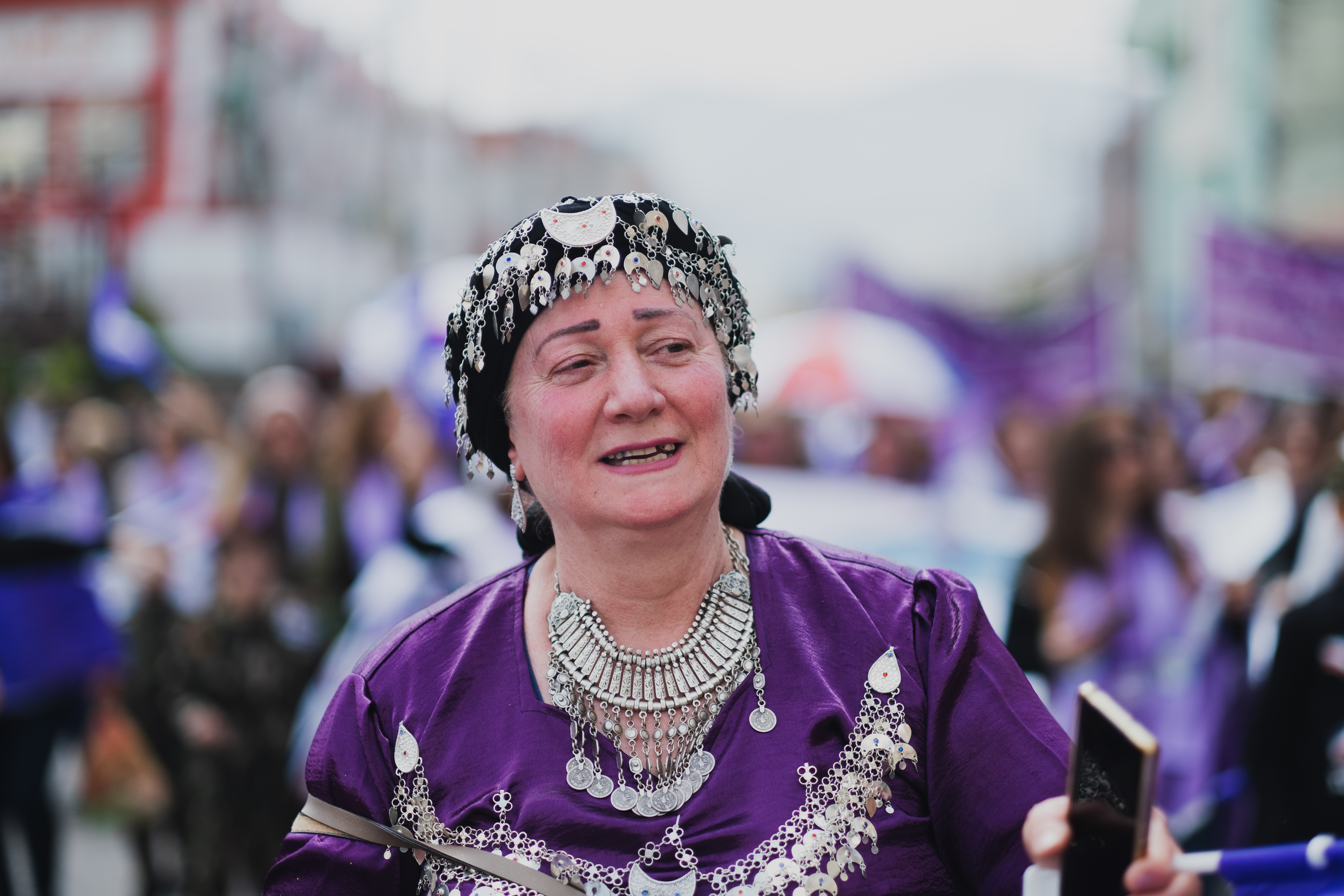
Una mujer asiria de piel clara.

En la década de 1960, el bioquímico W. Farnsworth Loomis sugirió que el color de la piel está relacionado con la necesidad corporal de vitamina D. El principal efecto positivo de la radiación ultravioleta en los vertebrados terrestres es la capacidad de sintetizar vitamina D3 a partir de ella. Una cierta cantidad de vitamina D ayuda al organismo a absorber más calcio, que es esencial para la formación y el mantenimiento de los huesos, especialmente para los embriones en desarrollo. La producción de vitamina D depende de la exposición a la luz solar. Los humanos que viven en latitudes alejadas del ecuador desarrollaron la piel clara para ayudar a absorber más vitamina D. Las personas con piel clara (tipo II) pueden producir previtamina D3 en su piel a un ritmo entre 5 y 10 veces más rápido que las personas de piel oscura (tipo V).
En 1998, la antropóloga Nina Jablonski y su marido George Chaplin recopilaron datos de espectrómetros para medir los niveles de radiación ultravioleta en todo el mundo y los compararon con la información publicada sobre el color de la piel de las poblaciones indígenas de más de 50 países. Los resultados mostraron una correlación muy alta entre la radiación ultravioleta y el color de la piel; cuanto más débil era la luz solar en una región geográfica, más clara tendía a ser la piel de los indígenas. Jablonski señala que las personas que viven por encima de los 50 grados de latitud son las que tienen más probabilidades de desarrollar una carencia de vitamina D. Sugiere que las personas que viven lejos del ecuador desarrollaron la piel clara para producir cantidades adecuadas de vitamina D durante el invierno con bajos niveles de radiación ultravioleta. Los estudios genéticos sugieren que los humanos de piel clara han sido seleccionados en múltiples ocasiones.

## Regiones polares, vitamina D y dieta
Las regiones polares del hemisferio norte reciben poca radiación ultravioleta, e incluso menos UVB productora de vitamina D, durante la mayor parte del año. Estas regiones estuvieron deshabitadas por los humanos hasta hace unos 12.000 años (al menos en el norte de Fennoscandia, las poblaciones humanas llegaron poco después de la deglaciación). Zonas como Escandinavia y Siberia tienen concentraciones muy bajas de radiación ultravioleta y las poblaciones indígenas son todas de piel clara.
Sin embargo, hay factores dietéticos que pueden permitir la suficiencia de vitamina D incluso en poblaciones de piel oscura. Muchas poblaciones indígenas del norte de Europa y del norte de Asia sobreviven consumiendo renos, a los que siguen y pastorean. La carne, los órganos y la grasa de los renos contienen grandes cantidades de vitamina D, que los renos obtienen comiendo grandes cantidades de líquenes. Algunos habitantes de las regiones polares, como los inuit (esquimales), conservaron su piel oscura; comían marisco rico en vitamina D, como pescado y grasa de mamíferos marinos.
Además, estos pueblos llevan viviendo en el extremo norte menos de 7.000 años. Dado que sus poblaciones fundadoras carecían de alelos para el color claro de la piel, es posible que no hayan tenido tiempo suficiente para que la naturaleza haya seleccionado una producción de melanina significativamente menor tras su introducción por mutaciones aleatorias. «Ésta fue una de las últimas barreras en la historia de los asentamientos humanos», afirma Jablonski. «Sólo después de que los humanos aprendieran a pescar, y por tanto tuvieran acceso a alimentos ricos en vitamina D, pudieron asentarse en regiones de alta latitud». Además, en primavera, los inuit recibían altos niveles de radiación ultravioleta como reflejo de la nieve y su piel relativamente más oscura les protegía entonces de la luz solar.

### Hipótesis previas
Se han propuesto otras dos hipótesis principales para explicar el desarrollo de la pigmentación clara de la piel: la resistencia a las lesiones por frío y la deriva genética; actualmente se considera improbable que ambas sean el mecanismo principal de la evolución de la piel clara.
La hipótesis de la resistencia a las lesiones por frío afirmaba que la piel oscura se seleccionaba en contra en los climas fríos alejados del ecuador y en altitudes más elevadas, ya que la piel oscura se veía más afectada por la congelación. Se ha descubierto que la reacción de la piel a los climas fríos extremos tiene en realidad más que ver con otros aspectos, como la distribución del tejido conjuntivo y la distribución de la grasa y con la capacidad de respuesta de los capilares periféricos a las diferencias de temperatura y no con la pigmentación.
La suposición de que la piel oscura evolucionó en ausencia de presión selectiva fue planteada por la hipótesis del efecto de mutación probable. El principal factor que inició el desarrollo de la piel clara se consideró consecuencia de una mutación genética sin presión selectiva evolutiva. Se pensaba que la posterior propagación de la piel clara se debía al apareamiento asistido y que la selección sexual contribuía a una pigmentación aún más clara en las hembras. Se ha puesto en duda esta hipótesis, ya que cabría esperar patrones de coloración de la piel más aleatorios, en contraste con la pigmentación estructural de la piel clara observada en zonas de baja radiación ultravioleta. La distribución clinal (gradual) de la pigmentación de la piel observable en el hemisferio oriental y en menor medida en el occidental, es una de las características más significativas de la pigmentación de la piel humana. Las poblaciones de piel cada vez más clara se distribuyen por zonas con niveles de radiación ultravioleta cada vez más bajos.

## Asociaciones genéticas
Las variaciones en el gen KITL se han asociado positivamente con alrededor del 20% de las diferencias de concentración de melanina entre poblaciones africanas y no africanas. Uno de los alelos del gen tiene una tasa de aparición del 80% en las poblaciones euroasiáticas. El gen ASIP tiene una tasa de variación del 75-80% entre las poblaciones euroasiáticas, frente al 20-25% en las poblaciones africanas. Las variaciones en el gen SLC24A5 son responsables del 20-25% de la variación entre las poblaciones africanas de piel clara y oscura, y parece que han surgido en los últimos 10.000 años. El polimorfismo Ala111Thr o rs1426654 en la región codificante del gen SLC24A5 alcanza la fijación en Europa, pero se encuentra en todo el mundo, especialmente entre las poblaciones de África del Norte, el Cuerno de África, Asia occidental, Asia central y Asia meridional.

## Bioquímica
La melanina es un derivado del aminoácido tirosina. La eumelanina es la forma dominante de melanina en la piel humana. La eumelanina protege los tejidos y el ADN de los daños causados por la radiación ultravioleta. La melanina se produce en células especializadas llamadas melanocitos, que se encuentran en el nivel más bajo de la epidermis. La melanina se produce dentro de pequeños paquetes unidos a membranas llamados melanosomas. Los seres humanos con piel clara natural tienen cantidades variadas de eumelanina más pequeña y escasamente distribuida y de su pariente de color más claro, la feomelanina. La concentración de feomelanina varía mucho dentro de las poblaciones de un individuo a otro, pero se encuentra más comúnmente entre los europeos ligeramente pigmentados, los asiáticos orientales y los nativos americanos.
Para una misma región corporal, los individuos, independientemente del color de la piel, tienen la misma cantidad de melanocitos (sin embargo, la variación entre distintas partes del cuerpo es sustancial), pero los orgánulos que contienen los pigmentos, llamados melanosomas, son más pequeños y menos numerosos en los humanos de piel clara.
Para las personas de piel muy clara, la piel obtiene la mayor parte de su color del tejido conjuntivo blanco azulado de la dermis y de las células sanguíneas asociadas a la hemoglobina que circula por los capilares de la dermis. El color asociado a la hemoglobina circulante se hace más evidente, sobre todo en la cara, cuando las arteriolas se dilatan y se tumefactan con sangre como consecuencia de un ejercicio físico prolongado o de la estimulación del sistema nervioso simpático (normalmente vergüenza o enfado). Hasta el 50% de los rayos UVA pueden penetrar profundamente en la dermis en personas con pigmentación de piel clara con poco pigmento protector de melanina.
La combinación de piel clara, cabello rojo y pecas se asocia a una gran cantidad de feomelanina y poca cantidad de eumelanina. Este fenotipo está causado por una mutación de pérdida de función en el gen del receptor de melanocortina 1 (MC1R). Sin embargo, las variaciones en la secuencia del gen MC1R sólo tienen una influencia considerable en la pigmentación en poblaciones en las que predominan el cabello rojo y la piel extremadamente clara. El efecto principal de la variación genética es promover la síntesis de eumelanina a expensas de la síntesis de feomelanina, aunque esto contribuye a que haya muy poca variación en la reflectancia de la piel entre los distintos grupos étnicos. Los melanocitos de células de piel clara cocultivados con queratinocitos dan lugar a un patrón de distribución característico de la piel clara.
Las pecas suelen aparecer sólo en personas con piel muy poco pigmentada. Varían del color muy oscuro al marrón y desarrollan un patrón aleatorio en la piel del individuo. Los lentigos solares, los otros tipos de pecas, se dan entre personas mayores independientemente del color de la piel. Las personas con piel muy clara (tipos I y II) producen muy poca melanina en sus melanocitos y tienen muy poca o ninguna capacidad de producir melanina ante el estímulo de la radiación ultravioleta. Esto puede dar lugar a frecuentes quemaduras solares y a un daño más peligroso, aunque invisible, en el tejido conjuntivo y el ADN subyacentes a la piel. Esto puede contribuir al envejecimiento prematuro y al cáncer de piel. El aspecto fuertemente enrojecido de la piel ligeramente pigmentada como respuesta a niveles elevados de radiación ultravioleta se debe al aumento del diámetro, el número y el flujo sanguíneo de los capilares.
Las personas con piel moderadamente pigmentada (Tipos III-IV) son capaces de producir melanina en su piel en respuesta a la radiación ultravioleta. El bronceado normal suele retrasarse, ya que las melaninas tardan en ascender en la epidermis. El bronceado intenso no se aproxima al efecto fotoprotector contra los daños en el ADN inducidos por la radiación ultravioleta en comparación con la piel oscura natural, sin embargo, ofrece una gran protección contra las variaciones estacionales de la radiación ultravioleta. Un bronceado gradual en primavera evita las quemaduras solares en verano. Este mecanismo es casi con toda seguridad la razón evolutiva del desarrollo del comportamiento de bronceado.

## Implicaciones sanitarias
La pigmentación de la piel es una adaptación evolutiva a los distintos niveles de radiación ultravioleta existentes en el mundo. Las personas de piel clara que viven en entornos de alta radiación ultravioleta tienen consecuencias para la salud. Diversas prácticas culturales aumentan los problemas relacionados con las condiciones de salud de la piel clara, por ejemplo, tomar el sol entre las personas de piel clara.

### Ventajas con poca luz solar
Los humanos con pigmentación de piel clara que viven en entornos con poca luz solar experimentan una mayor síntesis de vitamina D en comparación con los humanos con pigmentación de piel oscura debido a la capacidad de absorber más luz solar. Casi todas las partes del cuerpo humano, incluidos el esqueleto, el sistema inmunitario y el cerebro, necesitan vitamina D. La producción de vitamina D en la piel comienza cuando la radiación ultravioleta penetra en ella e interactúa con una molécula similar al colesterol que produce la previtamina D3. Esta reacción sólo se produce en presencia de radiación ultravioleta de longitud media, los UVB. La mayor parte de los rayos y UVC son destruidos o reflejados por el ozono, el oxígeno y el polvo de la atmósfera. Los UVB alcanzan la superficie terrestre en las cantidades más elevadas cuando su trayectoria es recta y atraviesa una pequeña capa de la atmósfera.
Cuanto más lejos esté un lugar del ecuador, menos UVB se recibe y el potencial de producción de vitamina D disminuye. Algunas regiones alejadas del ecuador no reciben radiación UVB en absoluto entre otoño y primavera. La carencia de vitamina D no mata a sus víctimas rápidamente y, por lo general, no mata en absoluto. Más bien debilita el sistema inmunitario, los huesos y compromete la capacidad del organismo para luchar contra la división celular incontrolada que da lugar al cáncer. Una forma de vitamina D es un potente inhibidor del crecimiento celular; por ello, las deficiencias crónicas de vitamina D parecen estar asociadas a un mayor riesgo de padecer ciertos tipos de cáncer. Este es un tema activo de la investigación sobre el cáncer y aún se debate. La deficiencia de vitamina D asociada a la piel oscura conduce a niveles más altos de esquizofrenia en dichas poblaciones que residen en latitudes septentrionales.
Con el aumento de la síntesis de vitamina D, disminuye la incidencia de afecciones relacionadas con los estados carenciales de vitamina D habituales en personas con pigmentación de piel oscura que viven en entornos de baja radiación ultravioleta: raquitismo, osteoporosis, numerosos tipos de cáncer (incluidos el de colon y el de mama) y disfunciones del sistema inmunitario. La vitamina D favorece la producción de catelicidina, que ayuda a defender el organismo humano frente a infecciones fúngicas, bacterianas y víricas, incluida la gripe. Cuando se expone a los rayos UVB, toda la zona expuesta de la piel de una persona de piel relativamente clara es capaz de producir entre 10 y 20000 UI de vitamina D.

### Inconvenientes con luz solar intensa

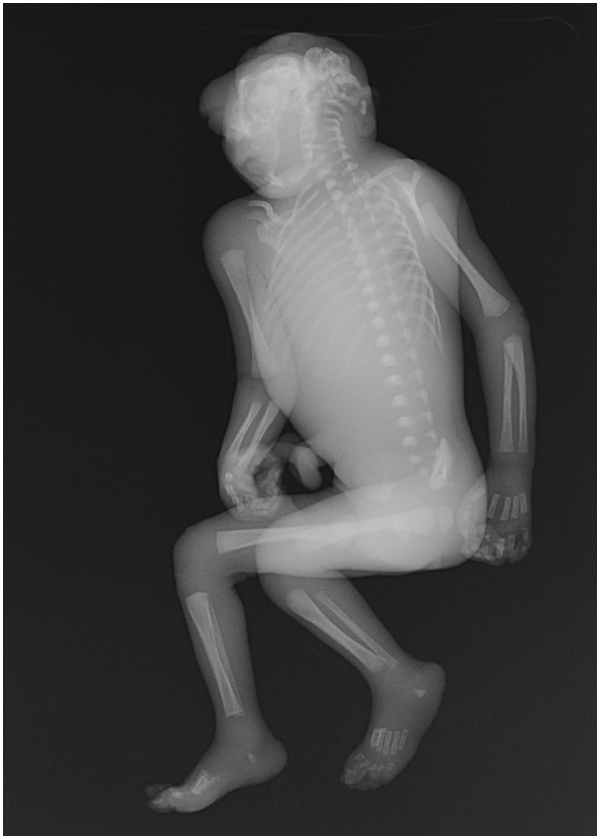
Defecto fatal del tubo neural con anencefalia evidente.

Las personas de piel clara que viven en entornos con mucha luz solar son más susceptibles a los dañinos rayos ultravioleta del sol debido a la falta de melanina producida en la piel. El riesgo más común que conlleva la alta exposición a la luz solar es el aumento del riesgo de quemaduras solares. Este mayor riesgo ha venido acompañado de la práctica cultural de tomar el sol, que es popular entre las poblaciones de piel clara. Esta práctica cultural para conseguir una piel bronceada, si no se regula adecuadamente, puede provocar quemaduras solares, especialmente entre los humanos de piel muy clara. La sobreexposición a la luz solar también puede provocar carcinoma basocelular, una forma común de cáncer de piel.
Otra implicación para la salud es el agotamiento del folato en el organismo, donde la sobreexposición a la luz ultravioleta puede provocar anemia megaloblástica. La deficiencia de folato en las mujeres embarazadas puede ser perjudicial para la salud de sus bebés recién nacidos en forma de defectos del tubo neural, abortos espontáneos y espina bífida, un defecto congénito en el que la columna vertebral y el canal espinal no se cierran antes del nacimiento. El pico de aparición de defectos del tubo neural es más alto en el periodo mayo-junio en el hemisferio norte. El folato es necesario para la replicación del ADN en las células en división y su deficiencia puede provocar fallos en la embriogénesis y espermatogénesis normales.
Las personas con piel poco pigmentada que se exponen repetidamente a una radiación ultravioleta intensa experimentan un envejecimiento más rápido de la piel, que se manifiesta en un aumento de las arrugas y anomalías de pigmentación. El daño oxidativo provoca la degradación del tejido protector de la dermis, que confiere resistencia a la piel. Se ha postulado que las mujeres blancas pueden desarrollar arrugas más rápidamente que las negras después de la menopausia porque son más susceptibles al daño solar a lo largo de la vida. El Dr. Hugh S. Taylor, de la Escuela de Medicina Yale, llegó a la conclusión de que el estudio no podía probar los hallazgos, pero sospechan de la causa subyacente. Se sospecha que la piel clara es uno de los factores que contribuyen a la aparición de arrugas.